# イングリット・ヘブラー
イングリット・ヘブラー（Ingrid Haebler、1929年6月20日 - 2023年5月14日）は、オーストリア出身の女性ピアニストである。

## 略歴
ポーランド人の両親のもと、ウィーンに生まれる。10歳までポーランドで過ごし、その間にピアノを学ぶ。第二次世界大戦の勃発によってザルツブルクに移住、同地のモーツァルテウム音楽院に入学する。音楽院ではハインツ・ショルツに師事した。1949年にモーツァルテウム音楽院を卒業後、ウィーン音楽院（現在のウィーン国立音楽大学）に入学し、パウル・ヴァインガルテンに師事、その後ジュネーヴ音楽院ではニキタ・マガロフに、パリではマルグリット・ロンに師事して、これらの人々から多様な音楽性を吸収するなど研鑚を積む。
1952年と1953年のジュネーヴ国際音楽コンクールで第2位を獲得し、1954年のミュンヘン国際音楽コンクールでは1位に入賞し、ウィーン国際シューベルト・コンクールでも第1位となった。同年ザルツブルク音楽祭に初めて出演し、モーツァルトのピアノ協奏曲第12番を弾いて正式にデビューを果たす。デビュー後、国際的な演奏活動を開始し、ウィーンの古典派音楽をはじめ、シューマン、ショパン、ドビュッシーなども得意として活躍し、特に気品に満ちたモーツァルトの演奏で高い評価を獲得している。1966年以来、数多く来日して日本にもファンの多いクラシック演奏家の一人である。

## 録音
モーツァルトのピアノ曲（協奏曲も含む）をフィリップスに全て録音し、高い評価を得ている。この他にJ.S.バッハやJ.C.バッハ、ハイドン、ベートーヴェン、シューベルト、シューマン、ショパンなどにも優れた録音を残している。なお、モーツァルトのピアノソナタ全曲を1980年代後半にDENONに再録音している。

## ディスコグラフィー
- モーツァルト：ピアノ協奏曲全集（協演：ルートヴィヒ・ホフマン、サス・ブンヘ、ロンドン交響楽団、コリン・デイヴィス他指揮）、ピアノ・ソナタ（全曲）、ピアノ小品（全曲）、ヴァイオリン・ソナタ集（ヴァイオリン：ヘンリク・シェリング）
- J.S.バッハ：フランス組曲
- J.C.バッハ：クラヴィア協奏曲集
- シューベルト：即興曲、主なピアノ・ソナタ、幻想曲ヘ短調、他
- ショパン：ワルツ（全曲）、他
- ベートーヴェン：ヴァイオリン・ソナタ全集（ヴァイオリン：ヘンリク・シェリング）